# Diego Luque
Diego Ezio Ramón Luque (Rosario, Provincia de Santa Fe, Argentina; 21 de marzo de 1976) es un exfutbolista argentino. Jugaba como arquero y su primer equipo fue Newell's Old Boys. Su último club antes de retirarse fue Andino de La Rioja.
Actualmente es el entrenador de arqueros del plantel profesional de Altos Hornos Zapla.

## Clubes
| Club                        | País      | Año       |
| --------------------------- | --------- | --------- |
| Newell's Old Boys           | Argentina | 1996-1997 |
| Unión de Santa Fe           | Argentina | 1997-1998 |
| Newell's Old Boys           | Argentina | 1998-2002 |
| The Strongest               | Bolivia   | 2003      |
| Gimnasia y Esgrima de Jujuy | Argentina | 2003-2004 |
| Brown de Puerto Madryn      | Argentina | 2005-2009 |
| Juventud Unida de San Luis  | Argentina | 2009-2010 |
| Huracán de Tres Arroyos     | Argentina | 2010-2011 |
| Deportivo Madryn            | Argentina | 2011-2013 |
| Brown de Puerto Madryn      | Argentina | 2013-2014 |
| Villa Mitre de Bahía Blanca | Argentina | 2015-2017 |
| Jorge Newbery (VM)          | Argentina | 2017      |
| Andino de La Rioja          | Argentina | 2019      |